# Survivor (skladba, Parg)
»Survivor« je pesem armenskega pevca Parga, s katero bo zastopal Armenijo na Pesmi Evrovizije 2025. Pesem so napisali Parg, Alex Wilke, Armen Paul, Benjamin Alasu, Eva Voskanian, Joshua Curran, Martin Mooradian in Thomas G:son.

## Pesem Evrovizije
Armenska radiotelevizija (AMPTV) je 9. februarja 2025 objavila, da je pesem »Survivor« v izvedbi Parga ena izmed 12 tekmovalnih pesmi na Depi Evratesil 2025, nacionalnem izboru Armenije za Pesem Evrovizije 2025. V finalu, ki je potekal 16. februarja 2025, je zmagal. Dosegel je 217 točk, 17 točk več od drugo uvrščenega Simona in s tem pridobil pravico zastopati Armenijo na Pesmi Evroviziji 2025.
Tekmovanje za Pesem Evrovizije 2025 bo potekalo v St. Jakobshalle v Baslu v Švici in bo sestavljeno iz dveh polfinalov, ki bosta potekala 13. in 16. maja, ter finala 17. maja 2025. Med žrebanjem, 28. januarja 2025, je bila Armenija izžrebana, da bo nastopila v prvi polovici drugega polfinala.